# Christendemocratische Volkspartij (Roemenië)

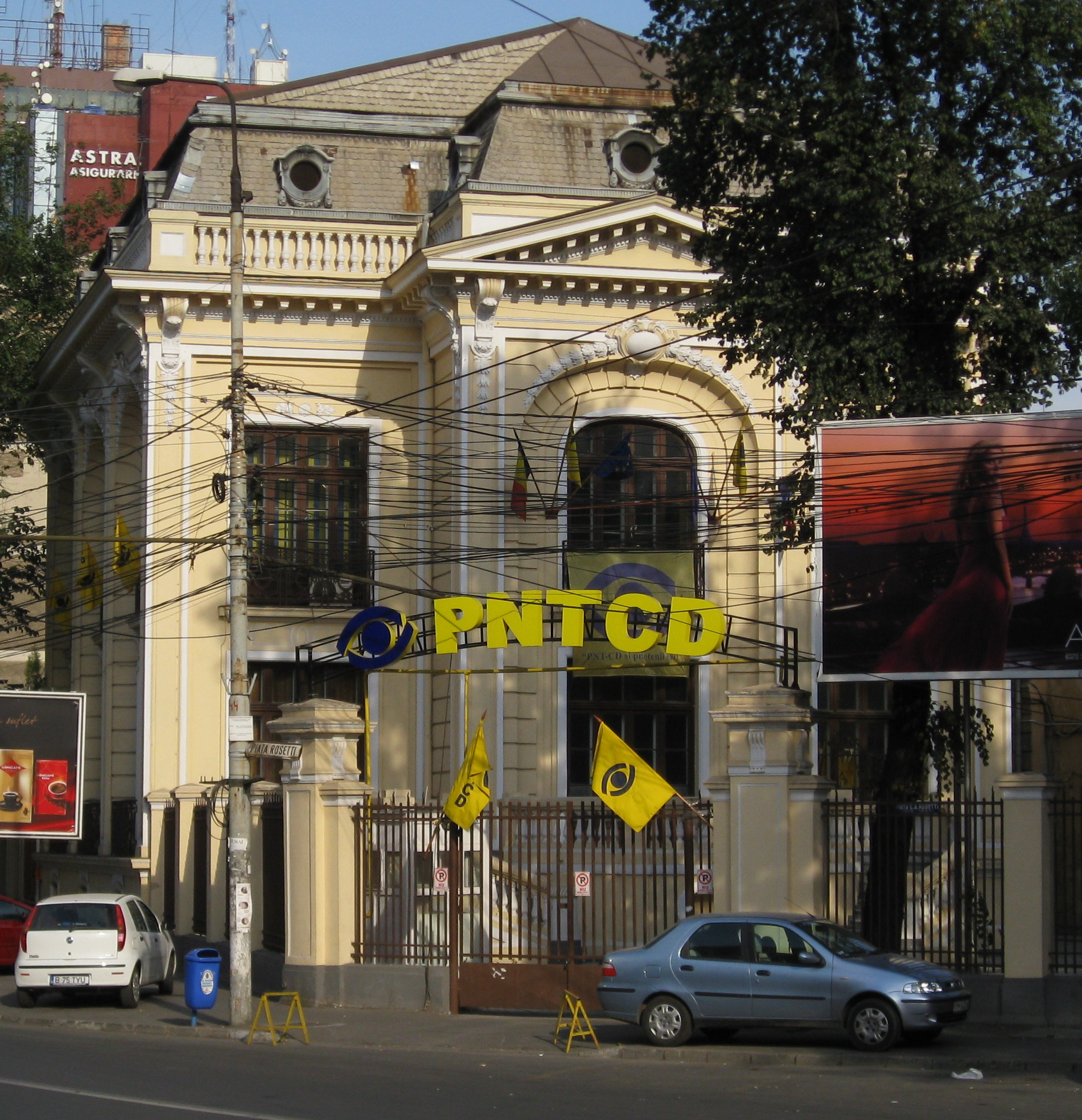
Partijkantoor

De Christendemocratische Volkspartij (Roemeens: Partidul Popular Creştin-Democrat, PPCD) was een Roemeense christendemocratische partij. Gheorghe Ciuhandu, de burgemeester van Timișoara stond aan het hoofd van de partij. Motto van de partij was Fiecare contează (Iedereen telt mee).
De partij was sinds 5 maart 2005 de opvolger van de Nationale Christendemocratische Boerenpartij (die de opvolger was van de pro-communistische Nationale Boerenpartij) maar wijzigde de naam in 2006 weer terug in PNŢCD. 